# 다니야르 옐레우시노프
다니야르 마라토비치 옐레우시노프(카자흐어: Данияр Маратұлы Елеусінов 다니야르 마라툴르 옐레우시노프, 러시아어: Данияр Маратович Елеусинов, 1991년 3월 13일~)는 카자흐스탄의 권투 선수로 2016년 하계 올림픽에서 웰터급 금메달을 획득했다. 또한 아시안 게임에서 금메달 1개, 동메달 1개를 획득했으며 아시아 선수권 대회에서 금메달 3개를 획득했다.